# Småantiloper

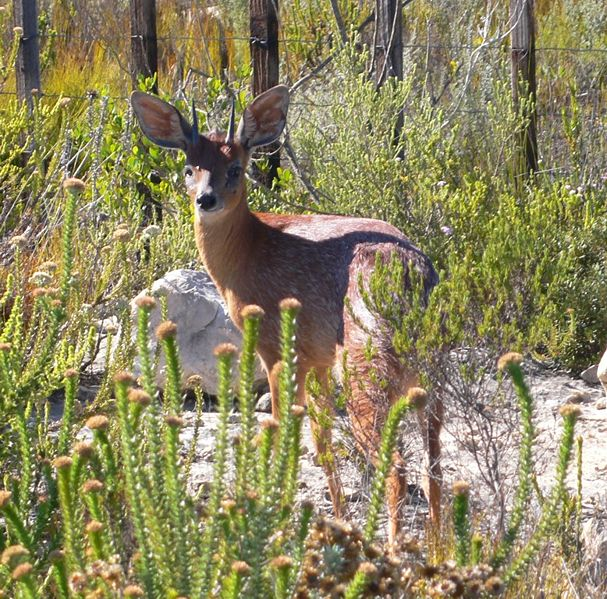
Bland annat kapgrysbocken räknades till småantiloper

Under namnet småantiloper (Neotraginae) sammanfattades tidigare flera mindre arter i familjen slidhornsdjur (Bovidae). De liknar gaseller i utseende men är tydlig mindre, ibland lika stor som en hare. Efter nyare undersökningar fastställdes att gruppen är parafyletisk, de har alltså ingen gemensam anfader.